# Fiat 241

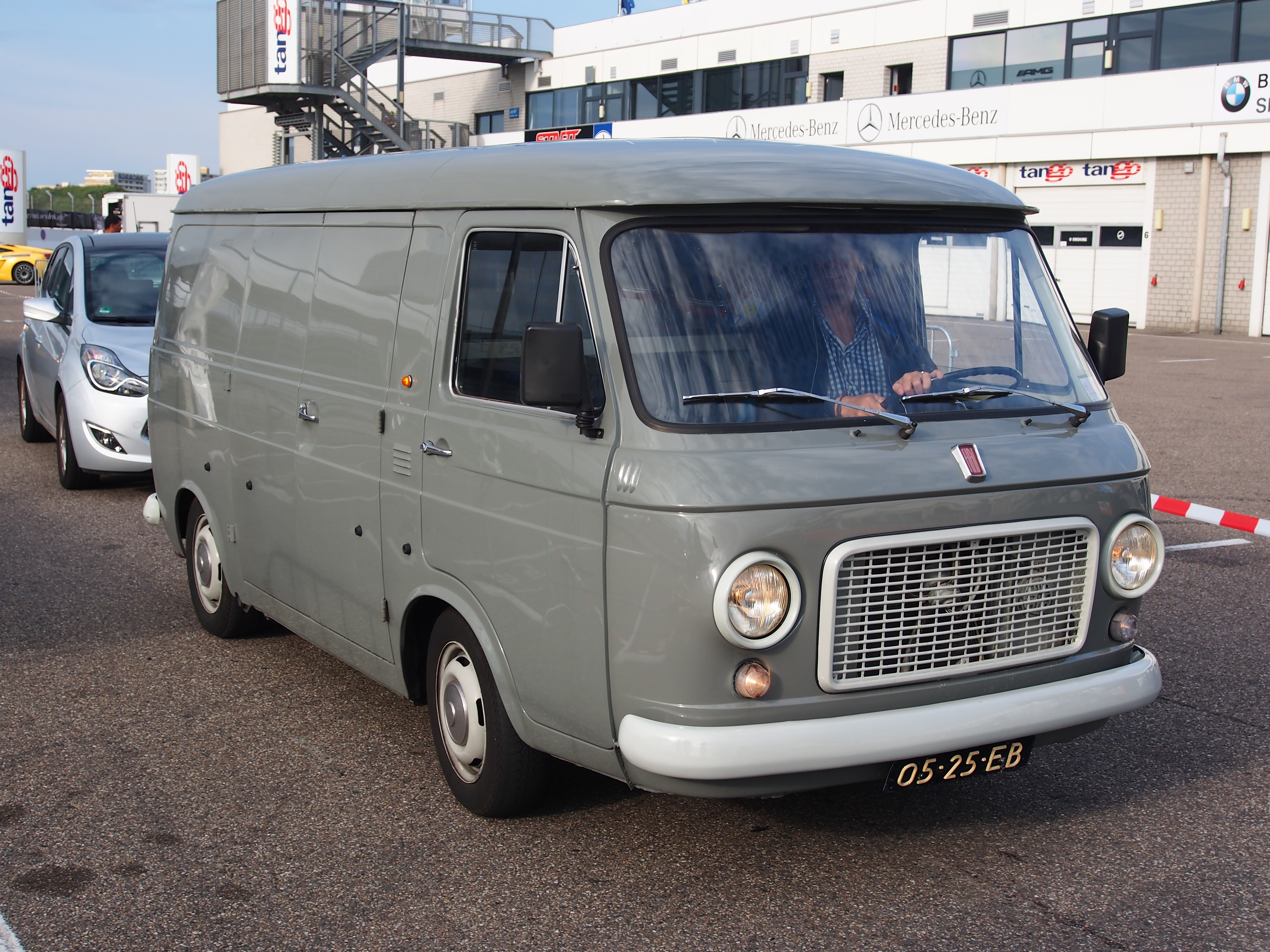
Fiat 241 Kastenwagen

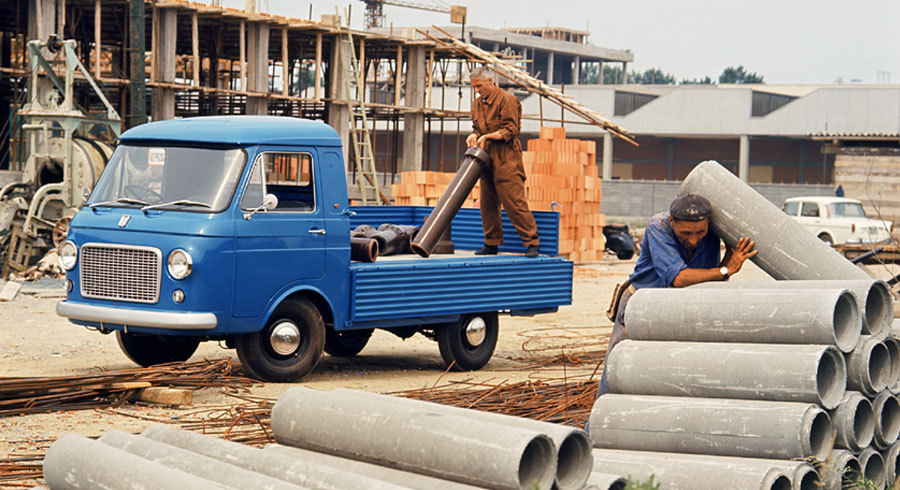
Fiat 241 Pritschenwagen: Bis auf kleine Veränderungen im Innenraum (Dreispeichenlenkrad und Armaturen) und an der Ladefläche (Bordwände) ist der Fiat 241 baugleich mit dem Fiat 238.

Der Fiat 241 wurde auf Basis des Fiat 238 entwickelt und unterschied sich von diesem vor allem durch den Hinterradantrieb; außerdem hatte er ein Drei-Speichen-Lenkrad. Das Modell war für höhere Nutzlasten als der 238 ausgelegt.
Es waren die Versionen Pritschenwagen (mit seitlich klappbaren Bordwänden) und Kofferwagen erhältlich. Der Motor des 241 befand sich mittig im Fahrerhaus und nicht wie beim 238 unter der Beifahrerbank. Somit war er auch nur zweisitzig. Während der 238 noch bis in die 1980er Jahre gebaut wurde, entfiel die Produktion des 241 bereits mit Erscheinen des wesentlich größeren Fiat 242 im Jahr 1974.